# Череповка (Бурынский район)
Череповка (укр. Черепівка) — село,
Череповский сельский совет,
Бурынский район,
Сумская область,
Украина.
Код КОАТУУ — 5920988801. Население по переписи 2001 года составляло 892 человека.
Является административным центром Череповского сельского совета, в который, кроме того, входят сёла
Ерчиха и
Карпенково.

## Географическое положение
Село Череповка находится на реке Курица в месте впадения её в реку Терн,
выше по течению на расстоянии в 1 км расположены сёла Николаевка и Карпенково,
выше по течению реки Терн на расстоянии в 2 км расположено село Ерчиха,
ниже по течению реки Терн на расстоянии в 1,5 км расположено село Ковшик (Недригайловский район),
на противоположном берегу — сёла Кубраково и Нижняя Сагаревка.
По селу протекает пересыхающий ручей с запрудой.

## История
Село известно со второй половины XVII века. В ХІХ столетии село Череповка было волостным центром Череповской волости Путивльского уезда Курской губернии. В селе была Геогриевская и Воскресенская церковь, священниками в которых служили: 1874 - священник Михаил Васильевич Попов (1-й части), 1874 - священник Иван Александрович Ососков (2-й части), 1874 - диакон Николай Ермилович Кокорев (1-й части), 1874 - дьячок Лаврентий Игнатович Виноградский (1-й части), 1874 - дьячок Матвей Григорьевич Попов (2-й части),  1874 - заштатный дьячок Василий Петрович Карпов (1-й части), 1874 - пономарь Федор Маркович Никольский (2-й части),  1913 - священник Николай Попов). 
После октябрьского переворота 1917 г. в России Череповка была  переименована в село Ново-Воскресенское, о чем свидетельствует запись в "Журнале заседания  очередного 1-го демократического Путивльского земского собрания от 13. 01.1918 г." такого содержания: "Заслушана поданная гласным Макаренко выписка из постановления граждан с. Череповки и дер. Марьевки за 31.12.1917 г. о переименовании с.Череповки в с. Ново-Воскресенское и постановлено; ходатайство это удовлетворить, переименовав село Череповку в село Ново-Воскресенское". 
На этом же собрании были переименованы и другие близлежащие села Путивльского уезда: Малая Неплюева в Вознесенку, Большая Неплюева в Успенку, Гамалеевка в Воскресенку, которые и сегодня носят такие названия. А вот Череповка по неизвестным причинам почему-то сохранила свое прежнее "помещичье" название.(3)

## Экономика
- Молочно-товарные фермы.
- «Череповское», ООО.

## Объекты социальной сферы
- Детский сад.
- Школа.